# Petrus de Wacker van Zon
Petrus de Wacker van Zon (Amsterdam, 9 augustus 1758 - Den Haag, 8 december 1818) was een Nederlands jurist en secretaris van de Hoge Raad van Adel.

## Biografie
De Wacker van Zon (ook: De Wakker van Zon) werd geboren als zoon van kunstverzamelaar Hendrik de Wacker van Zon (1728-1778) en Anna Suzanna Hollebeek (1730-1762); zijn vader hertrouwde in 1775 met Johanna Maria de la Fontaine (1733-1799) die na het overlijden van Hollebeek de zorg over de kinderen De Wacker van Zon op zich had genomen. Zijn zus Clara Helena de Wacker van Son (1760-1827) was in 1779 getrouwd met Philip Julius graaf van Zuylen van Nyevelt (1743-1826). Hij trouwde in 1783 met Theodora Adriana Falck (1757-1830), telg uit het geslacht Falck met wie hij twee kinderen kreeg.
Van Zon liet zich in 1776 inschrijven aan de Leidse universiteit. Het is niet duidelijk of hij ooit de meesterstitel behaalde, maar hij gebruikte die in zijn latere leven wel. In 1787 werkte hij mee aan het patriottische tijdschrift Janus. In 1787 vluchtte hij uit Amsterdam naar Saint-Omer, waar hij vanwege de Franse regering als patriot financiële bijstand kreeg. In 1795 repatrieerde hij. Vanaf die tijd schreef hij omvangrijke werken. In 1805 werkte hij mee aan het wekelijkse tijdschrift De prullemand en verscheen zijn eerste, een historische roman: Willem Hups. Voorts publiceerde hij twee romans en een historisch werk onder zijn eigen naam, en soms uitvoerige werken onder het pseudoniem Bruno Daalberg. Zijn literaire werk werd niet onverdeeld gunstig ontvangen. Van 1815 tot zijn overlijden was hij secretaris van de Hoge Raad van Adel.
P. de Wacker van Zon overleed in 1818 op 60-jarige leeftijd.

### Onder de naam P. de Wakker van Zon
- Tweede catern uit myn zakboek, of aanteekeningen van een burger aan de grenzen van Holland. Rotterdam, [1792].
- De Overijsselsche predikants-dochter. Een oorspronkelijk Nederlandsche roman. 3 delen. Breda, 1816-1817.
- Jan Perfect, of De weg der volmaking, vertoond in het leven en de zonderlinge lotgevallen van een voornaam wijsgeer. Een staats- en zedekundige roman der afgelopene wondereeuw. 's-Gravenhage/Amsterdam, 1817.
- Nieuwe bijdrage tot de geschiedenis der kruisvaarten, in hare betrekking tot ons vaderland. 's-Gravenhage, 1818.

### Onder pseudoniem Bruno Daalberg
- Twee-en-dertig woorden, of De les van Kotsebue. Den Haag, 1805.
- Willem Hups. Eene anecdote uit de XVII eeuw, ongelooflijk zelfs in onze dagen. Den Haag, 1805.
- De prullemand en Apollo in vyftien comische vertoogen. Den Haag, 1805.
- De Steenbergsche familie. 4 delen. Den Haag, 1806-1809.
- Nog wat lectuur op het ontbijt en de theetafel van den heer professor van Hemert. 2 delen. Den Haag, 1806-1807.
- De heer Ambrosius Heiblok, of De Wadderveensche familie te Saint Amand. Blijspel. Den Haag, 1809.
- Komische vertoogen, gevolgd door: nog wat lectuur bij ontbijt- en theetafel. 's-Gravenhage, 1851.